# Adiantum glaucescens
Adiantum glaucescens är en kantbräkenväxtart som beskrevs av Kl. Adiantum glaucescens ingår i släktet Adiantum och familjen Pteridaceae. Inga underarter finns listade.